# Malilipot
Malilipot é um município de  quarta classe de renda municipal (d) na província Albay, nas Filipinas. De acordo com o censo de 1 de maio  de  2020 possui uma população de 40 857 pessoas e 9 233 domicílios.